# 早花悬钩子
早花悬钩子（学名：Rubus preptanthus）为蔷薇科悬钩子属的植物，为中国的特有植物。分布于中国大陆的四川、云南等地，生长于海拔1,000米至2,700米的地区，见于生灌丛中及竹林边，目前尚未由人工引种栽培。

## 异名
- Rubus preptanthus Focke var. mairei (Levl.) Yu et  L. T. Lu